# فابريس موامبا
فابريس موامبا (بالإنجليزية: Fabrice Muamba)‏ (مواليد 6 أبريل 1988 في كينشاسا بزائير) لاعب كرة قدم إنجليزي يلعب حاليا لصالح نادي الدرجة الممتازة بولتون واندررز الإنجليزي منذ 2008 في مركز الوسط المدافع.
تعرّض لحالة إغماء خطيرة ومخيفة في 17 مارس 2012 وسط مباراة بولتون وتوتنهام، أدت هذه الحالة إلى إلغاء المباراة بالكامل وسط أجواء مرعبة ومخيفة ثم قيل أنّ حالته الصحية تحسّنت وأن سبب سقوطه المفاجئ من دون اشتراك، لم يُعرف بعد.
في 15 أغسطس 2012 أعلن موامبا اعتزاله اللعب نهائيا بسبب مشكلته الصحية في القلب.

## إحصائيات
| النادي                | الموسم  | الدوري                   | الدوري | الدوري | كأس الاتحاد الإنجليزي | كأس الاتحاد الإنجليزي | كأس رابطة الأندية الإنجليزية المحترفة | كأس رابطة الأندية الإنجليزية المحترفة | المجموع | المجموع |
| النادي                | الموسم  | الدوري                   | ظهور   | أهداف  | ظهور                  | أهداف                 | ظهور                                  | أهداف                                 | ظهور    | أهداف   |
| --------------------- | ------- | ------------------------ | ------ | ------ | --------------------- | --------------------- | ------------------------------------- | ------------------------------------- | ------- | ------- |
| آرسنال                | 2005–06 | الدوري الإنجليزي الممتاز | 0      | 0      | 0                     | 0                     | 2                                     | 0                                     | 2       | 0       |
| برمنغهام سيتي (إعارة) | 2006–07 | دوري البطولة الإنجليزية  | 34     | 0      | 3                     | 0                     | 4                                     | 0                                     | 41      | 0       |
| برمنغهام سيتي         | 2007–08 | الدوري الإنجليزي الممتاز | 37     | 2      | 1                     | 0                     | 0                                     | 0                                     | 38      | 2       |
| برمنغهام سيتي         | المجموع | المجموع                  | 71     | 2      | 4                     | 0                     | 4                                     | 0                                     | 79      | 2       |
| بولتون واندررز        | 2008–09 | الدوري الإنجليزي الممتاز | 38     | 0      | 1                     | 0                     | 1                                     | 0                                     | 40      | 0       |
| بولتون واندررز        | 2009–10 | الدوري الإنجليزي الممتاز | 36     | 1      | 4                     | 0                     | 3                                     | 0                                     | 43      | 1       |
| بولتون واندررز        | 2010–11 | الدوري الإنجليزي الممتاز | 36     | 1      | 5                     | 0                     | 0                                     | 0                                     | 41      | 1       |
| بولتون واندررز        | 2011–12 | الدوري الإنجليزي الممتاز | 20     | 1      | 2                     | 0                     | 2                                     | 1                                     | 24      | 2       |
| بولتون واندررز        | المجموع | المجموع                  | 130    | 3      | 12                    | 0                     | 6                                     | 1                                     | 148     | 4       |
| المجموع               | المجموع | المجموع                  | 201    | 5      | 16                    | 0                     | 12                                    | 1                                     | 229     | 6       |

## فيديو
- اغماء لاعب بولتون فابريس موامبا على يوتيوب

## روابط خارجية
- فابريس موامبا على موقع الاتحاد الأوربي (الإنجليزية)
- فابريس موامبا على موقع قاعدة بيانات كرة القدم.إي يو (الإنجليزية)
- فابريس موامبا على موقع ليكيب (الفرنسية)
- فابريس موامبا على موقع Soccerbase.com (لاعب) (الإنجليزية)
- فابريس موامبا على موقع عالم كرة القدم.نت (الإنجليزية)